# Inspection de maison
Une inspection de la maison est, au Québec, un examen limité, non - invasive de l'état d'une maison, souvent en rapport avec la vente de cette maison. 
Les inspections de maisons sont généralement menées par un inspecteur qui a la formation et les certifications pour effectuer ces inspections. Il prépare et délivre au client un rapport écrit de ses constatations. Le client utilise ensuite les connaissances acquises pour prendre des décisions éclairées au sujet de leur achat immobilier en attente. L'inspecteur de la maison décrit l'état de la maison au moment de l'inspection, mais ne garantit pas la condition future, l'efficacité, ou l'espérance de vie des systèmes ou composants.
Un inspecteur de la maison est parfois confondu avec un évaluateur immobilier. Un inspecteur de la maison détermine la condition d'une structure, alors qu'un expert estime la valeur d'une propriété. Aux États-Unis, bien que tous les États ou les municipalités réglementent inspecteurs de la maison, il y a diverses associations professionnelles pour les inspecteurs en bâtiment qui fournissent l'éducation, la formation et des occasions de réseautage. Une inspection professionnelle est un examen de l'état actuel d'une maison. Elle n'est pas une inspection pour vérifier la conformité avec les codes appropriés ; inspection du bâtiment est un terme souvent utilisé pour la construction des inspections de conformité du code aux États-Unis. Une inspection similaire, mais plus compliqué de bâtiments commerciaux est une évaluation de l'état de la propriété. Les inspections de maisons d'identifier les problèmes, mais la construction de diagnostic identifie des solutions aux problèmes rencontrés et leurs résultats prévus.